# Serge Brunier

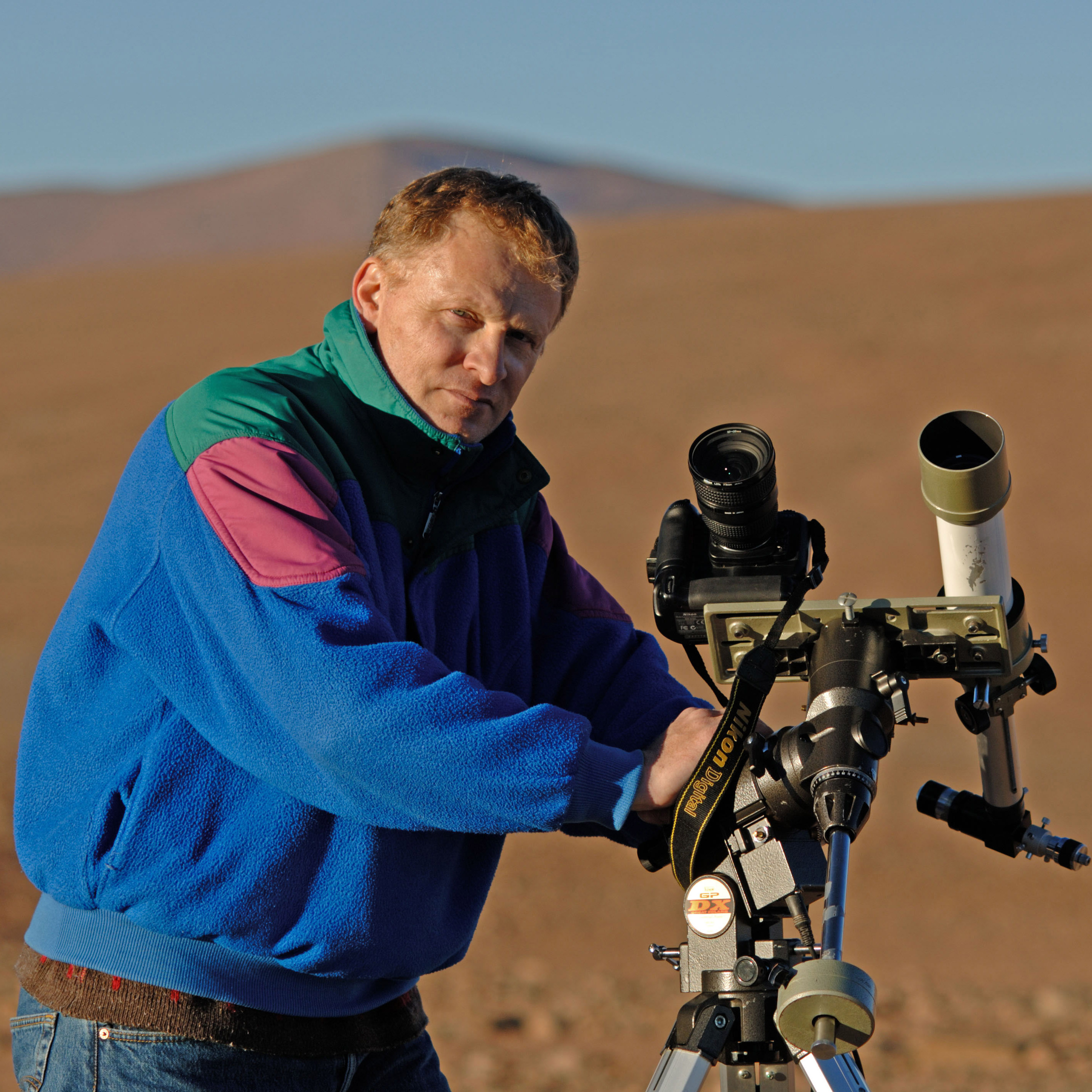
Serge Brunier

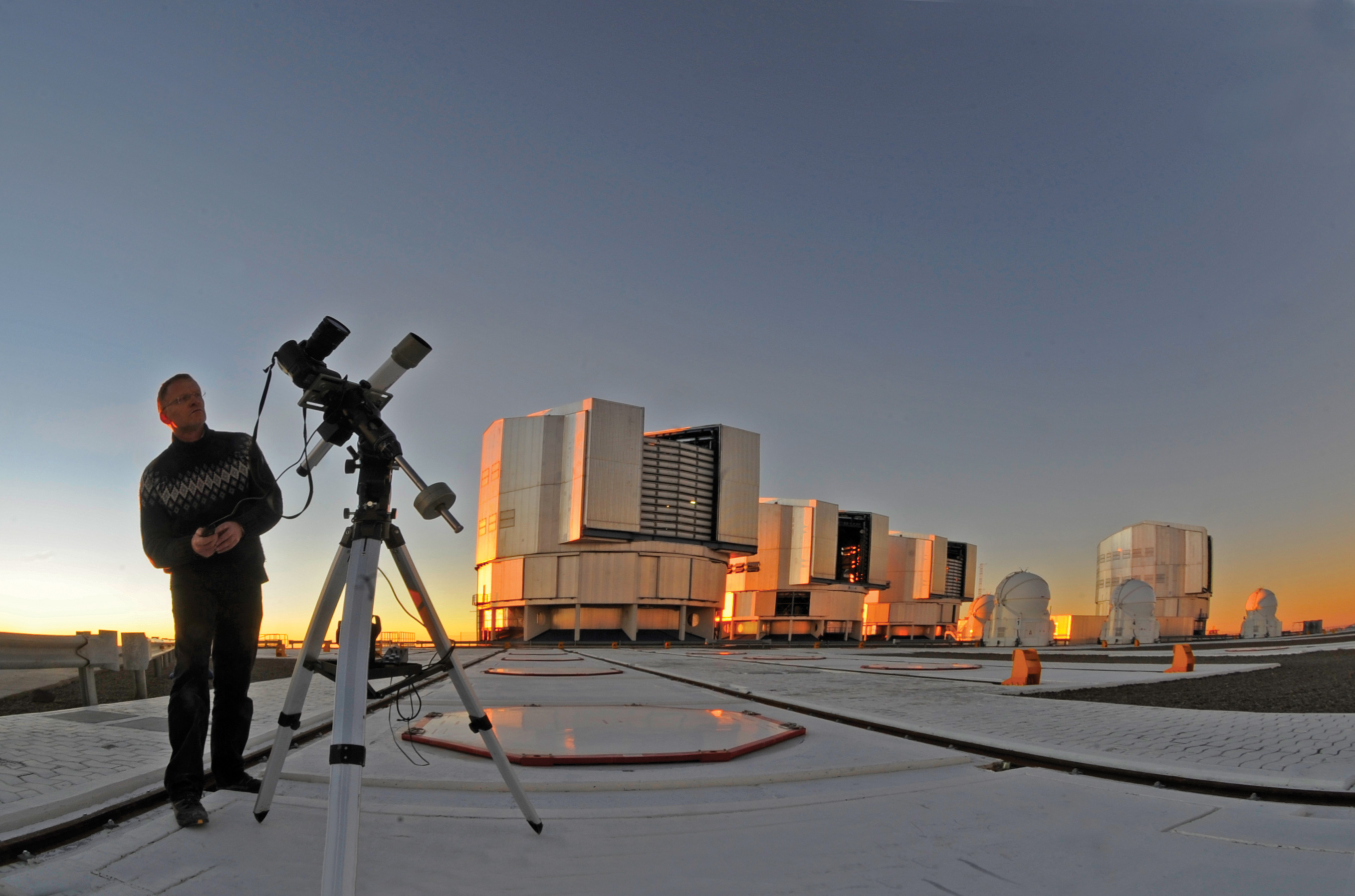
Serge Brunier, 2009 am Paranal-Observatorium

Serge Brunier (* 1958 in Paris) ist ein französischer Fotograf, Reporter und Buchautor, der sich auf volkstümliche Darstellungen zur Astronomie spezialisiert hat. 

## Arbeit und Zielsetzung
Brunier arbeitet mit der Zeitschrift Science et Vie zusammen und ist Kolumnist bei dem Radiosender France Info. Er hat zahlreiche illustrierte Werke zur Astronomie verfasst.
Er wirbt für eine Erforschung des Sonnensystems durch unbemannte Raumsonden, kämpft aber gegen die bemannte Raumfahrt.
In seinem Bildband Reise durch das Sonnensystem schildert er die Situation auf den Planeten aus der Sicht eines hypothetischen Erlebenden.
Brunier hat in der Atacama in zweijähriger Arbeit eine Rundumansicht der Milchstraße angefertigt, die im September 2006 auf seiner ersten Ausstellung in der Spielbank Monte Carlo zu sehen war und mit ihren hundert Millionen (100 Giga =10^8) Pixeln 2007 im Palais de la Découverte in Paris auf 144 Quadratmetern gezeigt worden ist.
Die Internationale Astronomische Union hat in Anerkennung von Bruniers Verdiensten um die Verbreitung der Wissenschaften den Asteroiden 10943 nach ihm benannt.

## Auszeichnungen
- 1986 Prix Montyon (für Architecture de l'Univers)
- 1994 Henri-Rey-Preis (durch die Société astronomique de France)
- 1997 französischer Preis für das astronomische Buch des Jahres
- 2007 französischer Preis für das astronomische Buch des Jahres

## Werke
- Nébuleuses et galaxies, atlas du ciel profond. Dunod, 1981
- Les Planètes. Bordas, Paris 1982 (mit André de Clayeux)
- Architecture de l'Univers. Bordas, Paris 1985
- Astronomie du ciel profond. Dunod, 1988
- Éclipses – Les rendez-vous célestes. Bordas, Paris 1999 (mit Jean-Pierre Luminet)
- Voyage dans le système solaire. Bordas, Paris 2000
- Le grand atlas des étoiles. Bordas, Paris 2001
- Les grands observatoires du monde. Bordas, Paris 2002 (mit Anne-Marie Lagrange)
- Le grand atlas de la Lune. Éditions Larousse, Paris 2004 (mit Thierry Legault)
- Atacama – Désert d'altitude. Nathan, Paris 2004
- Observer Mars, Éditions Larousse, Paris 2005
- Impasse de l'espace – À quoi servent les astronautes. Éditions du Seuil, 2006
- Voyage dans l'infini du ciel étoilé . Nathan, Paris 2006

### Deutsch
- Reise durch das Sonnensystem. Westermann, Braunschweig 1994
- Das Universum. Eine Reise in die Unendlichkeit. Franckh-Kosmos, Stuttgart 1998
- Aufbruch ins All. Menschen erobern den Weltraum. Franckh-Kosmos, Stuttgart 2001
- Meyers Großer Sternenatlas. Meyers Lexikonverlag, Mannheim 2002
- Zu den Grenzen des Universums. Delius Klasing, Bielefeld 2007